# Дурмишидзе, Сергей Васильевич
Сергей Васильевич Дурмишидзе (12 марта 1910, Сачхере, Грузия — 1989) — советский и грузинский биохимик растений.

## Биография
Родился 12 марта 1910 года в Сачхере. Вскоре после рождения переехал в Тифлис и в 1926 году поступил в Тифлисский сельскохозяйственный институт, который он окончил в 1931 году. В 1932 году устроился на работу во Всесоюзный институт виноградарства и виноделия и работал вплоть до 1935 года. В 1935 году администрация Тифлисского сельскохозяйственного института пригласила его обратно в качестве научного сотрудника, где он проработал вплоть до 1935 года. В 1936 году сельскохозяйственный институт поменял название на Тбилисский, в связи со сменой названия столицы Грузинской ССР, одновременно с этим с 1943 по 1945 год занимал должность директора Института виноградарства и виноделия. С 1955 по 1972 год являлся академиком-секретарём Отделения биологии АН Грузинской ССР В 1958 году перешёл на работу в ТбилГУ, где он занимал должность профессора кафедры биохимии. В 1960-е годы основал Институт биохимии и после его открытия в 1971 году единогласно избран директором данного института и работал в данной должности вплоть до своей смерти.
Скончался в 1989 году.

## Научная деятельность
Основные научные работы посвящены изучению биохимии винограда и способам его переработки. Автор свыше 300 научных работ, 5 монографий и 6 авторских изобретений. Изучал пути метаболизма флавоноидов, стероидов, терпеноидов, углеводородов в растениях. Разработал молекулярные основы детоксикации ксенобиотиков в растениях.

## Награды
- Орден Ленина (29.02.1980)[1]
- 4 ордена Трудового Красного Знамени

## Избранные сочинения
- Дурмишидзе С. В. Вопросы биохимии переработки винограда.— Тбилиси.: Мецниереба, 1967.— 54 с.

## Членство в обществах
- 1955-89 — Академик АН Грузинской ССР.